# Uglegorskij rajon
L'Uglegorskij rajon, in russo Углегорский муниципальный район?, è un rajon dell'Oblast' di Sachalin, nell'Estremo oriente russo. Istituito il 15 luglio 1946, ha come capoluogo Uglegorsk, ricopre una superficie di 3.965,6 km2 ed ospitava nel 2010 una popolazione di circa 14.000 abitanti.